# مصطفی شریفات
 مصطفی شریفات  (زاده ۱۳۶۶ - اهواز) والیبالیست اهل ایران است.
وی سابقه بازی در تیم‌های لوله سازی اهواز، پتروشیمی بندر امام، پرسپولیس تهران، شهرداری تبریز را دارد. شریفات در متین بازی های درخشانی را از خود به نمایش گذاشت و در والیبال قهرمانی باشگاه های آسیا به همراه محمد موسوی به عنوان بهترین مدافع میانی مسابقات انتخاب شد. شریفات در قهرمانی آسیا ۲۰۱۵ به همراه ژانگ ژجیا به عنوان بهترین مدافع میانی مسابقات انتخاب شد.

## افتخارات
- نایب قهرمانی مسابقات قهرمانی آسیا ۲۰۱۵
- نایب قهرمانی لیگ برتر ایران با متین
- قهرمانی لیگ برتر ایران با متین
- قهرمانی باشگاه های آسیا با متین
- قهرمانی نوجوانان آسیا
- قهرمانی جوانان آسیا
- دو دوره قهرمانی دانشجویان جهان
- مقام سومی جوانان جهان
- قهرمانی ارتش های جهان
- نایب قهرمانی دانشجویان جهان